# Palia de la Orăștie

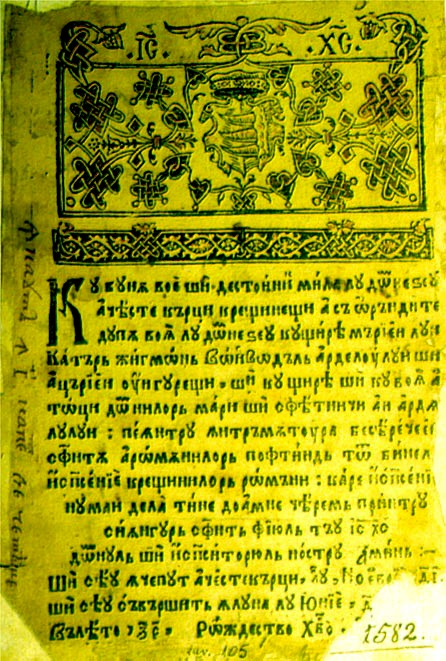
Prima pagină, cu stema familiei Báthory pe frontispiciu

Palia de la Orăștie este un monument al limbii române, prima traducere parțială a Vechiului Testament în limba română, demers realizat la sfârșitul secolului al XVI-lea sub influența Reformei protestante. Lucrarea a văzut lumina tiparului la Orăștie în anul 1582, cu finanțarea unor nobili reformați.

## Date generale
Sub titlul de Palia (gr. παλαιά „veche”), sunt reunite primele două cărți ale Vechiului Testament, Geneza (Bitia) și Exodul (Ishodul). Volumul are 164 de file, fiind imprimat, între 14 noiembrie 1581 și 14 iulie 1582, pe hârtie de fabricație sibiană. Textul a fost editat parțial, cu litere chirilice, de Mario Roques (1925), iar apoi integral, în transcriere interpretativă, de Viorica Pamfil (1968) și de Vasile Arvinte, Ioan Caprosu și Alexandru Gafton (2005).

## Traducătorii și tipografii
În prefață se arată că traducerea se datorează episcopului Ardealului Mihai Tordași, care a colaborat cu patru cărturari din Banat și Hunedoara: 
- Ștefan Herce [Herceg], „propoveduitorul evangheliei” (pastor evanghelic) în Caransebeș,
- Efrem Zacan, „dascalul de dăscălie” în aceeași localitate,
- Moisi Peștișel, „propoveduitorul evangheliei” în Lugoj, respectiv
- Achirie, protopopul comitatului Hunedoarei.

Aceștia ar fi tălmăcit o parte mai mare a Vechiului Testament, din care nu s-au păstrat decât primele două cărți. Cheltuielile de tipărire au fost suportate de către nobilul maghiar Ferenc Geszti din Deva. Cartea a fost tipărită  de fiul lui Coresi, Șerban, „meșterul mare a tiparelor”, împreună cu Marien Diacul, care folosesc pentru prima oară numele nostru etnic de „români”, și nu „rumâni”: „dându în mâna noastră ceaste cărți, cetind și ne plăcură și le-am scris voo, fraților români, și le cetiți”.

## Originalul străin
Cu toate că în prefață se spune că tălmăcirea s-a făcut  „den limbă jidovească și grecească și sârbească (=slavonă)”, Palia descinde, de fapt, dintr-un original maghiar, fiind rodul propagandei calvine. Filologii Iosif Popovici, în 1911, și Mario Roques, în 1913, au demonstrat că traducerea bănățeană-hunedoreană a Vechiului Testament are la bază Pentateucul tipărit de Gáspár Heltai la Cluj în 1551, la care se adaugă, probabil, și o versiune a Bibliei, tradusă în latină, Vulgata. Problema surselor a fost de asemenea discutată și argumentată de Alexandru Gafton, în studiul Palia de la Orăștie ca traducere, publicat în Palia de la Orăștie (1582), vol. II, 2007. Nu se poate nega existența unui text slavon al Bibliei, afirmație dovedită de o serie de cuvinte slave specifice, neutilizate în limba română, cum sunt dver "perdea", pocrov "covor", leatnic "leneș" , etc.

## Particularități lingvistice
Elementele regionale care apar numai în lexicul Paliei individualizează varianta literară bănățean-hunedoreană: adăvăsi „a risipi”, alnic „șiret, viclean”, cățân „vas, strachină”, cliciu „coapsă”, crepă „adăpătoare”, făgădaș „promisiune”, im „lut, argilă”, jemble „pâine albă”, leatnic „leneș”, niștotă „nevoie”, ocă „cauză”, sucui „a obișnui”, tovar „greutate”.

## Monument

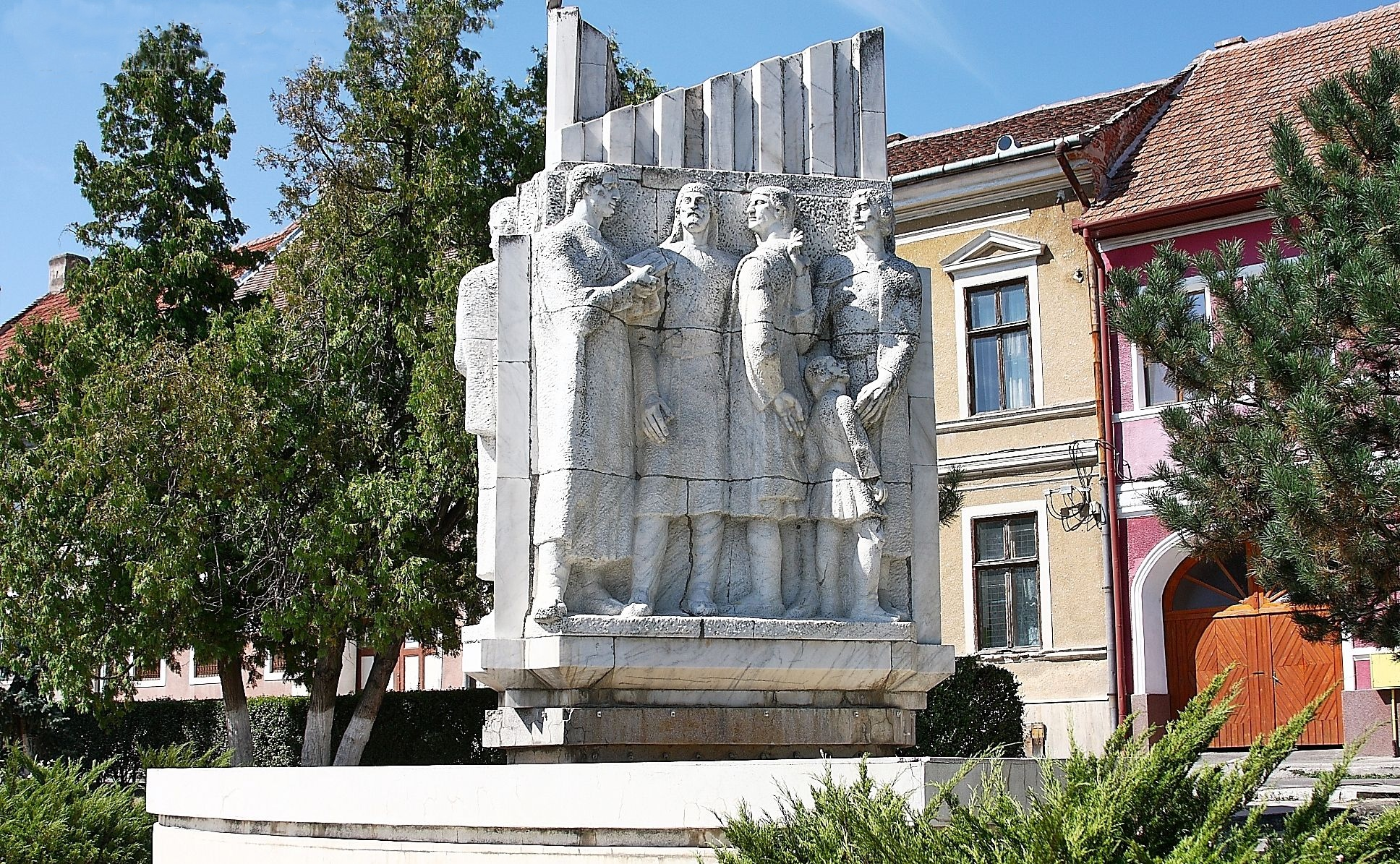
Monumentul Palia din Orăștie

La 28 septembrie 1974, pentru a marca împlinirea a 750 de ani de atestare documentară a localității Orăștie, în piața centrală a orașului a fost dezvelit monumentul Palia din Orăștie, dăltuit în marmură albă de Rușchița de sculptorul Nicolae Adam. Monumentul are trei fețe care simbolizează etapele tipăririi cărții: prima față înfățișează cărturarii ce tălmăcesc textul în limba româna, a doua îi reprezintă pe cei doi mari meșteri tipografi care au scos cartea din teasc, Șerban Coresi și Marian Diacul, iar cea de-a treia față prezinta folosirea cărții de către români.